# Okiseius sikkimensis
Okiseius sikkimensis är en spindeldjursart som beskrevs av Gupta 1986. Okiseius sikkimensis ingår i släktet Okiseius och familjen Phytoseiidae. Inga underarter finns listade i Catalogue of Life.